# 孫狼
孫 狼（そん ろう、生没年不詳）は、中国後漢末期の盗賊。弘農郡陸渾県の人。

## 生涯
218年、弘農郡陸渾の県長であった張固は、人夫を徴発し漢中に送ろうとした。苦役を嫌がった百姓たちは孫狼を指揮者として挙兵し、県主簿を殺し県城を破壊した。張固は胡昭のもとへ身を寄せて、孫狼に対抗して領民を呼び集めた。
折しも、漢中王劉備配下の関羽が魏の樊城・襄陽を包囲しており（樊城の戦い）、宛の侯音などの魏に反抗する反乱者・盗賊たちは関羽に帰服した。孫狼も関羽から印綬や称号を受け魏の後方攪乱を命じられた。
孫狼は関羽の命を受けて暴れ回っていたが曹操軍に大きな痛手を与える事は出来ず、関羽の敗戦の前に鎮圧された。後の消息は史書には記されていない。
陸渾の南にある胡昭の住む長楽亭まで来たところで「胡昭は賢者であるから、あの部落は絶対に侵害してはならぬ」と仲間と誓い、手を出さなかった。